# Губерман Давид Миронович
Дави́д Миро́нович Губерман (1929—2011) — науковець-геолог, доктор технічних наук, академік Російської академії природничих наук, Заслужений геолог РРФСР.

## З життєпису
Народився 1929 року в Харкові. Протягом 1949—1964 років — буровий майстер, начальник геологорозвідувальних експедицій Міністерства геології СРСР та Міністерства паливної промисловості РРФСР. 1957-го закінчив гірно-нафтовий факультет Московського нафтового інституту ім. Губкіна.
В 1964—1968 роках — науковий співробітник Всесоюзного НДІ бурової техніки.
Протягом 1968—1991 років — начальник Кольської геологорозвідувальної експедиції надглибокого буріння. В 1970—1995 роках — член виконкому Заполярної міської ради.
Знавець в царині проектування та будівництва свердловин до глибини 15 км.
З 1991 року — директор науково-виробничного центру «Кольська надглибока».
Є автором понад 100 наукових публікацій, серед них 3 монографій, наукового відкриття та ряду винаходів.